# Course en ligne féminine aux championnats du monde de cyclisme sur route 2006
Navigation
2005 2007
La course en ligne féminine aux championnats du monde de cyclisme sur route 2006 a lieu le 23 septembre 2006 à Salzbourg en Autriche. Elle est remportée par la néerlandaise Marianne Vos.

## Classement
|                                    | Coureuse                | Pays             |    | Temps           |
| ---------------------------------- | ----------------------- | ---------------- | -- | --------------- |
| Médaille d'or, Coupe du Monde      | Marianne Vos            | Pays-Bas         | en | 3 h 20 min 26 s |
| Médaille d'argent, Coupe du Monde  | Trixi Worrack           | Allemagne        | +  |                 |
| Médaille de bronze, Coupe du Monde | Nicole Cooke            | Royaume-Uni      |    |                 |
| 4                                  | Noemi Cantele           | Italie           |    |                 |
| 5                                  | Priska Doppmann         | Suisse           |    |                 |
| 6                                  | Oenone Wood             | Australie        |    |                 |
| 7                                  | Annette Beutler         | Suisse           |    |                 |
| 8                                  | Nicole Brändli          | Suisse           |    |                 |
| 9                                  | Svetlana Boubnenkova    | Russie           |    |                 |
| 10                                 | Andrea Graus            | Autriche         |    |                 |
| 11                                 | Christiane Soeder       | Autriche         |    |                 |
| 12                                 | Amber Neben             | États-Unis       |    |                 |
| 13                                 | Chantal Beltman         | Pays-Bas         |    |                 |
| 14                                 | Judith Arndt            | Allemagne        |    |                 |
| 15                                 | Theresa Senff           | Allemagne        |    | 6 s             |
| 16                                 | Giorgia Bronzini        | Italie           |    | 2 min 7 s       |
| 17                                 | Mette Fischer Andreasen | Danemark         |    | 2 min 7 s       |
| 18                                 | Lada Kozlíková          | Tchéquie         |    | 2 min 7 s       |
| 19                                 | Monia Baccaille         | Italie           |    | 2 min 7 s       |
| 20                                 | Grete Treier            | Estonie          |    | 2 min 7 s       |
| 21                                 | Zulfiya Zabirova        | Kazakhstan       |    | 2 min 7 s       |
| 22                                 | Loes Gunnewijk          | Pays-Bas         |    | 2 min 7 s       |
| 23                                 | Alex Wrubleski          | Canada           |    | 2 min 7 s       |
| 24                                 | Evy Van Damme           | Belgique         |    | 2 min 7 s       |
| 25                                 | Diana Žiliūtė           | Lituanie         |    | 2 min 7 s       |
| 26                                 | Marina Jaunâtre         | France           |    | 2 min 7 s       |
| 27                                 | Yulia Aroustamova       | Russie           |    | 2 min 7 s       |
| 28                                 | Clemilda Fernandes      | Brésil           |    | 2 min 7 s       |
| 29                                 | Adrie Visser            | Pays-Bas         |    | 2 min 7 s       |
| 30                                 | Mayuko Hagiwara         | Japon            |    | 2 min 7 s       |
| 31                                 | Edita Pučinskaitė       | Lituanie         |    | 2 min 7 s       |
| 32                                 | Tatiana Stiajkina       | Ukraine          |    | 2 min 7 s       |
| 33                                 | Linda Villumsen         | Danemark         |    | 2 min 7 s       |
| 34                                 | Christine Thorburn      | États-Unis       |    | 2 min 7 s       |
| 35                                 | Joanne Kiesanowski      | Nouvelle-Zélande |    | 2 min 7 s       |
| 36                                 | Sophie Creux            | France           |    | 2 min 7 s       |
| 37                                 | Erinne Willock          | Canada           |    | 2 min 7 s       |
| 38                                 | Kristin Armstrong       | États-Unis       |    | 2 min 7 s       |
| 39                                 | Tatiana Guderzo         | Italie           |    | 2 min 7 s       |
| 40                                 | Claudia Häusler         | Allemagne        |    | 2 min 7 s       |
| 41                                 | Edwige Pitel            | France           |    | 2 min 7 s       |
| 42                                 | Lorenza Morfín          | Mexique          |    | 2 min 7 s       |
| 43                                 | Maryline Salvetat       | France           |    | 2 min 7 s       |
| 44                                 | Susanne Ljungskog       | Suède            |    | 2 min 7 s       |
| 45                                 | Dorte Lohse Rasmussen   | Danemark         |    | 5 min 55 s      |
| 46                                 | Daiva Tušlaitė          | Lituanie         |    | 5 min 55 s      |

|                      | Coureuse                   | Pays           |  | Temps       |
| -------------------- | -------------------------- | -------------- |  | ----------- |
| Autres compétitrices |                            |                |  |             |
| 48                   | Rasa Polikevičiūtė         | Lituanie       |  | 5 min 55 s  |
| 49                   | Eneritz Iturriaga          | Espagne        |  | 5 min 55 s  |
| 51                   | Suzanne de Goede           | Pays-Bas       |  | 5 min 55 s  |
| 53                   | Anne Samplonius            | Canada         |  | 5 min 55 s  |
| 54                   | Anke Erlank                | Afrique du Sud |  | 5 min 55 s  |
| 56                   | Paulina Brzeźna-Bentkowska | Pologne        |  | 5 min 55 s  |
| 57                   | Sharon Vandromme           | Belgique       |  | 5 min 55 s  |
| 58                   | Trine Hansen               | Danemark       |  | 5 min 55 s  |
| 59                   | Zita Urbonaitė             | Lituanie       |  | 5 min 55 s  |
| 60                   | Ludivine Henrion           | Belgique       |  | 5 min 55 s  |
| 61                   | Laure Werner               | Belgique       |  | 5 min 55 s  |
| 63                   | Emma Johansson             | Suède          |  | 5 min 55 s  |
| 65                   | Yevheniya Vysotska         | Ukraine        |  | 5 min 55 s  |
| 66                   | Siobhan Dervan             | Irlande        |  | 5 min 55 s  |
| 70                   | An Van Rie                 | Belgique       |  | 5 min 55 s  |
| 72                   | Iris Slappendel            | Pays-Bas       |  | 5 min 55 s  |
| 73                   | Magali Le Floc'h           | France         |  | 5 min 55 s  |
| 74                   | Vera Carrara               | Italie         |  | 5 min 55 s  |
| 75                   | Sue Palmer-Komar           | Canada         |  | 5 min 55 s  |
| 76                   | María Isabel Moreno        | Espagne        |  | 5 min 55 s  |
| 77                   | Fabiana Luperini           | Italie         |  | 5 min 55 s  |
| 80                   | Patricia Schwager          | Suisse         |  | 12 min 26 s |
| 83                   | Li Meifang                 | Chine          |  | 22 min 57 s |
| 86                   | Linn Torp                  | Norvège        |  | 24 min 6 s  |
| 87                   | Martina Růžičková          | Tchéquie       |  | 24 min 6 s  |
| 89                   | Kirsten Wild               | Pays-Bas       |  | 24 min 6 s  |
| 90                   | Leigh Hobson               | Canada         |  | 24 min 6 s  |
| 91                   | Pavla Havlíková            | Tchéquie       |  | 24 min 6 s  |